# 萩原正夫
萩原 正夫（はぎわら まさお、1863年（文久3年8月） - 1917年（大正6年）2月14日）は、明治時代の政治家。衆議院議員（1期）。

## 経歴
伊豆国君沢郡小坂村（静岡県君沢郡小坂村、川西村、田方郡川西村、伊豆長岡町を経て現伊豆の国市）出身。静岡皇学舎に学んだのち漢学を修める。学務委員、町村組合会議員、伊豆四郡組合会議員、田方郡会議員、静岡県会議員を歴任した。
1898年（明治31年）3月の第5回衆議院議員総選挙では静岡県第7区から立憲自由党所属で出馬し当選。衆議院議員を1期務めた。

## 著作
- 他纂輯『伊豆七島志』1901年。
- 『事代主神事蹟考 : 一名・伊豆三島神社祭神考』誠之堂、1912年。
- 『伊豆の海 : 一名・伊豆名所集』誠之堂書店、1916年。